# Association Sportive Amicale
La Association Sportive Amicale fue un club de fútbol de Madrid, España, creado en 1897 bajo el nombre de Association Sportive Française en el seno del Liceo Francés de Madrid. Fue junto al Sky Football Club el pionero en practicar este nuevo deporte en la región madrileña.
En el año 1902 cambió su denominación por la de Association Sportive Amicale hasta que finalmente fue absorbido por el Madrid Foot-Ball Club en el año 1904, fecha de su desaparición.

## Historia
El club nació en 1897 paralelamente a la creación del Sky Football Club, posiblemente debido a la relación existente entre los estudiantes del Liceo Francés y los procedentes de la Institución Libre de Enseñanza. El nombre elegido fue el de Association Sportive Française.
En 1902 cambió su denominación por la de Association Sportive Amicale, siendo más conocido de manera apocopada como el Amicale.
Finalmente en el año 1904, fecha por la que el Madrid Foot-Ball Club pasaba por apuros deportivos, absorbió tanto al equipo francés como al Moderno Foot-Ball Club y pasó brevemente a denominarse como Madrid-Moderno Foot-Ball Club (condición que puso el Moderno F. C. para la fusión). Bajo este nombre disputó el Campeonato Regional Centro, aunque acabó desechando la denominación de Moderno a la temporada siguiente por desuso.
Así pues, la A. S. Amicale fue otro de los clubes que hizo posible que el Madrid F. C. siguiese creciendo.

## Jugadores destacados
Entre las filas de la A. S. Amicale destacó la figura de Pedro Parages, quien pasó a la disciplina del Madrid Foot-Ball Club y tuvo una gran influencia en su futuro desarrollo y éxitos, club que incluso llegó a presidir como quinto mandatario histórico de dicha sociedad.